# Yui Hasegawa
Yui Hasegawa (jap. 長谷川 唯, Hasegawa Yui; * 29. Januar 1997 in Toda) ist eine japanische Fußballnationalspielerin, die seit der Saison 2022/23 beim Manchester City LFC unter Vertrag steht.

## Karriere

### Vereine
Sie begann ihre Karriere bei Nippon TV Beleza. 2019 gewann sie mit NTV die erstmals ausgetragene AFC Women’s Club Championship. Nach elf Jahren wechselte sie 2021 zum AC Mailand. Im August 2021 erhielt sie einen Zweijahresvertrag bei West Ham United, bevor sie am 8. September 2022 als Neuverpflichtung auf der Website von Manchester City LFC bekanntgegeben wurde.
2024 wurde sie für den Ballon d’Or féminin nominiert.

### Nationalmannschaft
Mit der U17-Nationalmannschaft nahm sie an der Weltmeisterschaft 2012 und 2014 teil. Im Turnier 2012 in Aserbaidschan war sie die zweitjüngste Spielerin im japanischen Kader. Sie kam in zwei Gruppenspielen und im mit 0:1 gegen Ghana verlorenen Viertelfinale zum Einsatz. Im Gruppenspiel gegen Neuseeland erzielte sie zwei Tore. 2014 wurde sie beim Turnier in Costa Rica in allen sechs Spielen eingesetzt, erzielte drei Tore und gewann mit ihrer Mannschaft den Titel.
Mit dem Gewinn der U19-Asienmeisterschaft 2015, bei der sie in allen fünf Spielen eingesetzt wurde und ein Tor erzielte, qualifizierte sie sich für die U20-Weltmeisterschaft 2016. Dort kam sie in der U20-Nationalmannschaft in allen Spielen zum Einsatz, verpasste keine Minute und erzielte zwei Tore. Am Ende belegte sie mit ihrer Mannschaft den dritten Platz.
Hasegawa wurde im Jahr 2017 in den Kader der A-Nationalmannschaft berufen und kam im Turnier um den Algarve-Cup zum Einsatz. Sie wurde in den Kader für die Asienmeisterschaft 2018 und den Asienspielen 2018 berufen, wo sie jeweils den Titel mit den Nadeshiko errang. Sie wurde auch für die WM 2019 in Frankreich nominiert. Sie kam in den ersten beiden Gruppenspielen und im Viertelfinale gegen den amtierenden Europameister Niederlande zum Einsatz. Dabei konnte sie den Führungstreffer der Niederländerinnen in der 43. Minute ausgleichen. Durch einen in der 90. Minute verwandelten Handelfmeter verloren sie mit 1:2 und schieden aus. Im Turnier um die Ostasienmeisterschaft 2019 wurde sie nur im Spiel gegen die Nationalmannschaft Chinas eingesetzt, jedoch nach 54 Minuten ausgewechselt; das Turnier schloss ihre Mannschaft als Zweitplatzierter ab.
Das Turnier um den SheBelieves Cup 2020 verfolgte sie lediglich von der Bank aus. Sie wurde auch für das wegen der COVID-19-Pandemie um ein Jahr verschobene olympische Fußballturnier in Tokio nominiert. Sie kam in den drei Gruppenspielen und im mit 1:3 gegen den späteren Silbermedaillengewinner Schweden verlorenen Viertelfinale zum Einsatz.
Für die Asienmeisterschaft im Januar 2022 wurde sie ebenfalls nominiert. Im ersten Gruppenspiel, das mit 5:0 gegen Myanmar gewonnen wurde, erzielte sie zwei Tore. Sie wurde zudem im dritten Gruppenspiel, im Viertel- und Halbfinale eingesetzt, das mit 3:4 im Elfmeterschießen gegen die Nationalmannschaft Chinas verloren wurde, wobei sie die erste erfolgreiche Schützin der Nadeshiko war. Durch den Einzug ins Halbfinale hatten sich die Japanerinnen jedoch als erste Mannschaft nach den Gastgeberinnen für die WM 2023 qualifiziert.
Am 13. Juni 2023 wurde sie für den finalen Kader bei der Weltmeisterschaft 2023 nominiert. Bei der WM, die für die Japanerinnen mit einer Viertelfinalniederlage gegen Schweden endete, wurde sie in den fünf Spielen ihrer Mannschaft eingesetzt.

## Titel

### Nationalmannschaft
- U17-Weltmeister 2014
- U19-Asienmeister 2015
- Asienmeister 2018
- Sieger Asienspiele 2018
- Ostasienmeister 2019

### Vereine
- Japanischer Meister 2015, 2016, 2017, 2018, 2019
- AFC Women’s Club Championship 2019